# Elezioni regionali in Piemonte del 1995
Le elezioni regionali del 1995 in Piemonte si sono tenute il 23 aprile. Esse hanno visto la vittoria di Enzo Ghigo, sostenuto dal Polo, che ha sconfitto il candidato del centro-sinistra, Giuseppe Pichetto.

## Risultati
| Candidati                            | Candidati                                           | Voti                                 | %     | Liste                                | Voti      | %     | Seggi |
| ------------------------------------ | --------------------------------------------------- | ------------------------------------ | ----- | ------------------------------------ | --------- | ----- | ----- |
|                                      | Enzo Ghigo (FI-PP - CCD - AN) ✔️ Presidente         | 1 059 602                            | 39,70 | Forza Italia - Il Polo Popolare      | 588 171   | 26,71 | 14    |
| Alleanza Nazionale                   | Enzo Ghigo (FI-PP - CCD - AN) ✔️ Presidente         | 1 059 602                            | 39,70 | 247 103                              | 11,22     | 6     |       |
| Centro Cristiano Democratico         | Enzo Ghigo (FI-PP - CCD - AN) ✔️ Presidente         | 1 059 602                            | 39,70 | 65 099                               | 2,96      | 1     |       |
| Seggi assegnati alla lista regionale | Seggi assegnati alla lista regionale                | Seggi assegnati alla lista regionale | 39,70 | 12                                   |           |       |       |
|                                      | Giuseppe Pichetto (PDS - POP - FDV - Pens. - Patto) | 938 280                              | 35,16 | Partito Democratico della Sinistra   | 478 615   | 21,73 | 11    |
| Popolari                             | Giuseppe Pichetto (PDS - POP - FDV - Pens. - Patto) | 938 280                              | 35,16 | 136 664                              | 6,21      | 3     |       |
| Patto dei Democratici                | Giuseppe Pichetto (PDS - POP - FDV - Pens. - Patto) | 938 280                              | 35,16 | 76 592                               | 3,48      | 2     |       |
| Federazione dei Verdi                | Giuseppe Pichetto (PDS - POP - FDV - Pens. - Patto) | 938 280                              | 35,16 | 59 238                               | 2,69      | 1     |       |
| Partito Pensionati                   | Giuseppe Pichetto (PDS - POP - FDV - Pens. - Patto) | 938 280                              | 35,16 | 35 162                               | 1,60      | 1     |       |
| Popolari e Democratici               | Giuseppe Pichetto (PDS - POP - FDV - Pens. - Patto) | 938 280                              | 35,16 | 8 507                                | 0,39      | –     |       |
|                                      | Domenico Comino                                     | 296 966                              | 11,13 | Lega Nord                            | 217 194   | 9,86  | 5     |
|                                      | Giovanni Alasia                                     | 248 158                              | 9,30  | Partito della Rifondazione Comunista | 203 842   | 9,26  | 4     |
|                                      | Carmelo Palma                                       | 54 436                               | 2,04  | Lista Pannella - Riformatori         | 35 899    | 1,63  | –     |
| Fronte Autonomista                   | Carmelo Palma                                       | 54 436                               | 2,04  | 2 703                                | 0,12      | –     |       |
|                                      | Alessandro Lupi                                     | 45 428                               | 1,70  | Verdi Verdi                          | 31 145    | 1,41  | –     |
|                                      | Renzo Rabellino                                     | 26 006                               | 0,97  | Piemonte Nazione d'Europa            | 16 356    | 0,74  | –     |
| Totale                               | Totale                                              | 2 668 876                            | 100   |                                      | 2 202 290 | 100   | 60    |

## Consiglieri eletti
| Collegio             | Lista                              | Eletto                   |
| -------------------- | ---------------------------------- | ------------------------ |
| Collegio regionale   | Polo per le Libertà                | Enzo Ghigo               |
| Collegio regionale   | Polo per le Libertà                | Angelo Burzi             |
| Collegio regionale   | Polo per le Libertà                | Rolando Picchioni        |
| Collegio regionale   | Polo per le Libertà                | Gaetano Majorino         |
| Collegio regionale   | Polo per le Libertà                | Sergio Deorsola          |
| Collegio regionale   | Polo per le Libertà                | Roberto Vaglio           |
| Collegio regionale   | Polo per le Libertà                | Matteo Viglietta         |
| Collegio regionale   | Polo per le Libertà                | Antonino Masaracchio     |
| Collegio regionale   | Polo per le Libertà                | Marta Minervini          |
| Collegio regionale   | Polo per le Libertà                | Mariangela Cotto         |
| Collegio regionale   | Polo per le Libertà                | Anna Maria Teresa Benso  |
| Collegio regionale   | Polo per le Libertà                | Raimonda Casari          |
| Torino               | Partito Democratico della Sinistra | Angelino Riggio          |
| Torino               | Partito Democratico della Sinistra | Luciano Marengo          |
| Torino               | Partito Democratico della Sinistra | Franco Miglietti         |
| Torino               | Partito Democratico della Sinistra | Marisa Suino             |
| Torino               | Partito Democratico della Sinistra | Marco Cesare Bellion     |
| Torino               | Partito Democratico della Sinistra | Gian Pietro Bertoli      |
| Torino               | Partito Democratico della Sinistra | Marcello Vindigni        |
| Torino               | Forza Italia-Il Polo Popolare      | Giampiero Leo            |
| Torino               | Forza Italia-Il Polo Popolare      | Deodato Scanderebech     |
| Torino               | Forza Italia-Il Polo Popolare      | Renato Montabone         |
| Torino               | Forza Italia-Il Polo Popolare      | Caterina Ferrero         |
| Torino               | Forza Italia-Il Polo Popolare      | Antonello Angeleri       |
| Torino               | Forza Italia-Il Polo Popolare      | Giuseppe Goglio          |
| Torino               | Alleanza Nazionale                 | Agostino Ghiglia         |
| Torino               | Alleanza Nazionale                 | Roberto Salerno          |
| Torino               | Alleanza Nazionale                 | Antonio D'Ambrosio       |
| Torino               | Rifondazione Comunista             | Giuseppe Chiezzi         |
| Torino               | Rifondazione Comunista             | Rocco Papandrea          |
| Torino               | Rifondazione Comunista             | Laura Simonetti          |
| Torino               | Lega Nord                          | Gipo Farassino           |
| Torino               | Lega Nord                          | Roberto Rosso            |
| Torino               | Federazione dei Verdi              | Pasquale Cavaliere       |
| Torino               | Popolari                           | Antonino Saitta          |
| Torino               | Partito Pensionati                 | Tommaso Scardicchio      |
| Torino               | Centro Cristiano Democratico       | Franco Maria Botta       |
| Torino               | Patto dei Democratici              | Carla Spagnuolo          |
| Alessandria          | Forza Italia-Il Polo Popolare      | Ugo Cavallera            |
| Alessandria          | Partito Democratico della Sinistra | Andrea Foco              |
| Alessandria          | Alleanza Nazionale                 | Massimo Griffini         |
| Alessandria          | Lega Nord                          | Gianfranco Bellingeri    |
| Alessandria          | Rifondazione Comunista             | Francesco Moro           |
| Alessandria          | Popolari                           | Paolo Ferraris           |
| Alessandria          | Patto dei Democratici              | Mario Angeli             |
| Asti                 | Forza Italia-Il Polo Popolare      | Luciano Grasso           |
| Biella               | Forza Italia-Il Polo Popolare      | Gilberto Pichetto Fratin |
| Biella               | Partito Democratico della Sinistra | Silvana Bortolin         |
| Cuneo                | Forza Italia-Il Polo Popolare      | Giacomo Rossi            |
| Cuneo                | Forza Italia-Il Polo Popolare      | Pietro Francesco Toselli |
| Cuneo                | Lega Nord                          | Claudio Dutto            |
| Cuneo                | Popolari                           | Piergiorgio Peano        |
| Cuneo                | Partito Democratico della Sinistra | Lido Riba                |
| Cuneo                | Alleanza Nazionale                 | William Casoni           |
| Novara               | Forza Italia-Il Polo Popolare      | Pier Luigi Gallarini     |
| Novara               | Partito Democratico della Sinistra | Giuliana Manica          |
| Novara               | Alleanza Nazionale                 | Gianni Mancuso           |
| Novara               | Lega Nord                          | Daniele Galli            |
| Verbano-Cusio-Ossola | Forza Italia-Il Polo Popolare      | Ettore Racchelli         |
| Vercelli             | Forza Italia-Il Polo Popolare      | Giovanni Bodo            |